# Wanna Buakaew
Wanna Buakaew (Sa Kaeo, 2 gennaio 1981) è una pallavolista thailandese.
Gioca nel ruolo di libero nel Bangkok Glass.

## Carriera
La carriera di Wanna Buakaew inizia a livello giovanile nei tornei scolastici thailandesi. Debutta appena quindicenne nel 1996 nella nazionale thailandese, con la quale resta legata dal 1996 al 1999. Successivamente gioca per tre stagioni col Pepsi Bangkok, al quale resta legato fino al 2002; con la nazionale vince la medaglia di bronzo al campionato asiatico e oceaniano 2001.
Nella stagione 2002-03 debutta in un campionato estero, giocando la sua prima stagione a livello professionistico nella Serie A1 italiana col Volley 2000 Spezzano. In seguito torna a dedicarsi esclusivamente alla nazionale, finché viene ingaggiata dal Sang Som, col quale è finalista al campionato asiatico per club 2007, dove viene premiata come miglior difesa del torneo. Nel 2007 vince la medaglia di bronzo al Campionato asiatico e oceaniano, dove riceve il premio di miglior difesa del torneo, mentre un anno dopo vince la medesima medaglia al Coppa asiatica, dove viene premiata come miglior libero.
Gioca poi per due anni col Federbrau, vincendo due edizioni consecutive del campionato asiatico per club. Nel 2009 vince la medaglia d'oro al campionato asiatico e oceaniano, ottenendo anche il premio di miglior libero. Nella stagione 2009-10 viene ingaggiata dall'İqtisadçı nella Superliqa azera, risultato miglior libero del campionato. Al termine dell'esperienza in Azerbaigian torna a giocare in patria col Federbrau, vincendo il campionato asiatico per club 2010; gioca poi per una stagione per club locali come il Nong Khai ed il Saijo Denki, vincendo lo scudetto thailandese e collezionando riconoscimenti individuali. Con la nazionale vince la medaglia d'oro ai XXVI Giochi del Sud-est asiatico, nel 2011, e alla Coppa asiatica 2012.
Nella stagione 2012-13 torna a giocare nell'İqtisadçı, classificandosi al secondo posto in campionato; con la squadra nazionale, nel 2013, vince la medaglia d'oro al campionato asiatico e oceaniano e ai XXVII Giochi del Sud-est asiatico. Rientra in Thailandia per il campionato 2014-15, nel quale gioca per l'Idea Khon Kaen; con la nazionale vince il bronzo al campionato asiatico e oceaniano 2015. Nel campionato seguente fa ritorno in Azerbaigian, ma questa volta per difendere i colori dell'Azərreyl, vincendo lo scudetto.
Nella stagione 2016-17 approda in Germania, dove partecipa alla 1. Bundesliga col MTV Stoccarda, aggiudicandosi la Supercoppa tedesca e la Coppa di Germania. Nella stagione seguente torna in patria per difendere i colori del Bangkok Glass.

## Palmarès

### Club
- Campionato thailandese: 1

2011-12
- Campionato azero: 1

2015-16
- Coppa di Germania: 1

2016-17
- Supercoppa tedesca: 1

2016
- Campionato asiatico per club: 2

2009, 2010

### Nazionale (competizioni minori)
- Coppa asiatica 2008
- Giochi del Sud-est asiatico 2011
- Coppa asiatica 2012
- Giochi del Sud-est asiatico 2013

### Premi individuali
- 2007 - Campionato asiatico per club: Miglior difesa
- 2007 - Campionato asiatico e oceaniano: Miglior difesa
- 2008 - Coppa asiatica: Miglior libero
- 2009 - Campionato asiatico per club: Miglior libero
- 2009 - Campionato asiatico e oceaniano: Miglior libero
- 2010 - Superliqa azera: Miglior libero
- 2011 - Volleyball Thailand League: Miglior difesa
- 2012 - Volleyball Thailand League: MVP
- 2012 - Volleyball Thailand League: Miglior ricevitrice
- 2012 - Volleyball Thailand League: Miglior libero
- 2015 - Volleyball Thailand League: Miglior libero